# Iso Mätäsjärvi
Iso Mätäsjärvi eller Mätäsjärvi är en sjö i Finland. Den ligger i kommunen Kuusamo i landskapet Norra Österbotten, i den nordöstra delen av landet, 600 km norr om huvudstaden Helsingfors. Mätäsjärvi ligger 239,9 meter över havet. Arean är 29 hektar och strandlinjen är 4,64 kilometer lång. Sjön  ingår i Uleälvens huvudavrinningsområde. 